# مركز مديرية الشاهل (حجة)

تعديل مصدري - تعديل

مركز مديرية الشاهل هي مدينة ومركز مديرية الشاهل بمحافظة حجة اليمنية، بلغ تعداد سكانها 4249 نسمة حسب الإحصاء الذي أجري عام 2004.